# VK Budva
A VK Budva (szponzorált nevén Budva M:Tel) montenegrói vízilabdaklub, székhelye az Adriai-tenger partján álló Budvában található. A montenegrói élvonalban szereplő egyesületet 1930-ban alapították, hazai mérkőzéseit a Dragan Trifunović Sportuszodában rendezi.
A klubot 1992 előtt Mogren és VK Budva néven, 1992-től 2009-ig Budvanska rivijera, 2009 óta pedig Budva M:Tel néven szerepel.

## Sikerei
Nemzeti
- 1x Szerbia és Montenegró-i bajnok: 1995
- 1x montenegrói bajnok: 2011
- 2x Montenegrói Kupa-győztes: 2008, 2010

## Korábbi híres játékosai
- Igor Milanović (2x olimpiai bajnok, 2x világbajnok, Európa-bajnok)
- Goran Rađenović (olimpiai bajnok)
- Denis Šefik (világbajnok, 3x Európa-bajnok)
- Aleksandar Šoštar (olimpiai bajnok, Európa-bajnok)
- Veljko Uskoković (2x Európa-bajnok)